# Rezistența evreiască în timpul Holocaustului
Rezistența evreiască din timpul Holocaustului a fost rezistența evreilor împotriva Germaniei Naziste în perioada de dinainte și din timpul celui de-al doilea război mondial. Datorită bunei organizări polițienești și a uriașei puteri militare ale Germaniei Naziste și ale sprijinitorilor ei, evreii nu au reușit să lupte împotriva persecuțiilor grave la care erau supuși. Au existat însă mai multe încercări de rezistență, printre care și cam 100 de revolte armate evreiești. 

## Tipuri de rezistență
Yehuda Bauer și alți istorici afirmă că rezistența era nu doar opoziția fizică, ci orice activitate care le redădea evreilor demnitatea și umanitatea în cele mai umilitoare și inumane condiții. 
| “ | În fiecare ghetou, în fiecare tren de deportare, în fiecare lagăr de muncă, chiar și în lagărele de exterminare, voința de rezistență a fost puternică, și a luat multe forme. Lupta cu puținele arme ce puteau fi găsite, acte individuale de sfidare și protest, curajul de a obține hrană și apă sub amenințarea morții, superioritatea de a refuza germanilor satisfacția de a vedea panica și disperarea evreilor. Chiar și pasivitatea era o formă de resistanță. A muri cu demnitate era o formă de rezistență. A rezista forțelor răului, demoralizatoare, brutalizante, a refuza reducerea la nivelul de animale, a supraviețui supliciului, a trăi mai mult decât torționarii, acestea au fost acte de rezistență. Chiar și a da, după toate acestea, mărturie despre evenimente a fost, în final, o contribuție la victorie. Simpla supraviețuire era o victorie a spiritului uman." | ” |

### Rezistența din ghetouri
Vedeți și: Revolta din ghetoul Varșovia

### Rezistența din lagărele de concentrare
În trei dintre lagărele de exterminare au existat mișcări de rezistență: 
- În august 1943 a izbucnit o revoltă în lagărul de exterminare Treblinka. Clădirile principale au fost distruse prin incendiere și 70 de prizonieri au reușit să evadeze, dar 1.500 fost uciși. Operațiunile de ucidere prin gazare au fost întrerupte pentru aproximativ o lună.

- În octombrie 1943 a izbucnit o revoltă în lagărul de exterminare Sobibor. Această revoltă a avut un succes mai mare decât cea de la Treblinka. 11 ofițeri SS, inclusiv adjunctul comandantului lagărului, au fost uciși și aproximativ 300 din cei 700 de prizonieri din lagăr au reușit să evadeze. Dintre cei evadați, cam 50 au reușit să supraviețuiască până la terminarea războiului. Evadarea în masă i-a forțat pe naziști să închidă lagărul.

- Pe 7 octombrie 1944, Sonderkommandourile evreiești (grupuri organizate de prizonieri păstrați separat de restul celor din lagăr, care lucrau la camerele de gazare și crematoriul) de la Auschwitz au organizat o rebeliune. Prizonierele de la fabrica de armament au strecurat în lagăr explozivi, folosiți la distrugerea crematoriului 4. La rebeliune a participat și kommandoul 1 din lagărul auxiliar Birkenau, care și-a copleșit numeric gărzile. Prizonierii de la Birkenau au încercat să evadeze în masă, dar 200 au fost uciși la scurtă vreme după fugă. (Au existat unele planuri ale Aliaților, care nu au fost executate, pentru facilitarea unei rebeliuni la Auschwitz, prin coordonarea atacurilor aeriene ale RAF și USAF cu un atac terestru al Krajowa|rezistenței poloneze.)

### Grupurile de partizani
Au existat diferite grupuri de partizani evrei, care au luptat în mai multe țări. Partizanii evrei au fost mai numeroși în Europa Răsăriteană. Voluntari evrei din Palestina au fost parașutați în Europa ocupată de naziști în încercarea de organizare a rezistenței. 

### Rezistența în Germania
Rezistența evreilor din Germania a luat o mare varietate de forme în perioada nazistă, de la sabotaje la spionaj în favoarea Aliaților, de la distribuirea de propagandă antinazistă la organizarea emigrării evreilor din teritoriile controlate de Germania. S-a spus la un moment dat că, în condițiile în care naziștii aveau intenția să extermine întreaga populație evreiască europeană, până și supraviețuirea evreilor a constituit un act de rezistență. Participarea evreilor la rezistența din Germania a fost semnalată în organizațiile de stânga precum partidele social democrat, comunist si cele sioniste precum Werkleute, Hashomer Hatzair și Ha-bonim. Cea mai mare parte a opozanților lui Hitler, care nu făceau parte din mișcările de stânga sau sioniste, (opoziția conservatoare sau religioasă), deși se opuneau în principiu exterminării evreilor, au avut de multe ori atitudini antievreiești.
Un caz foarte cunoscut de rezistență este acela al studentului evreu la arhitectură Helmut Hirsch, care a participat la un complot care viza un atentat cu bombă împotriva sediului Partidului Nazist din Nürnberg. Hirsch făcea parte din Frontul Negru, o facțiune desprinsă din Partidul Nazist, condusă de Otto Strasser. După ce a fost arestat de Gestapo în decembrie 1936, Hirsch a mărturisit că a participat la pregătirea unui atentat împotriva lui Julius Streicher, un conducător nazist, editorul ziarului antisemitic Der Stürmer. Hirsch a fost condamnat la moarte pe 8 martie 1937, iar pe 4 iunie același an a fost executat prin decapitare. 
Poate cel mai important grup evreiesc de rezistență din Germania, despre existența căruia au rămas dovezi suficiente, a fost grupul berlinez Baum (Baum-Gruppe), activ între 1937 și 1942. Acest grup era format în cea mai mare parte din tineri evrei, care s-au ocupat cu împrăștierea de  manifeste antinaziste și cu organizarea unor demonstrații semilegale. Cea mai importantă acțiune a acestui grup a fost dinamitarea expoziției antisovietice organizate de Joseph Goebbels. Acțiunea a dus la numeroase arestări, execuții și represalii împotriva evreilor germani. Represaliile care au urmat atentatului au provocat o amplă dezbatere în rândurilor cercurilor de opoziție.

### Rezistența din țările ocupate
În Olanda, singurul grup de rezistență care a început imediat lupta împotriva ocupației germane a fost cel al comuniștilor. În primii doi ani de ocupație, comuniștii au reprezentat de departe cel mai numeros grup al rezistenței, mai mare decât al tuturor celorlalte organizații la un loc. Un important act de rezistență a fost „Greva din februarie” 1941, organizată împotriva măsurilor antievreiești. În mișcarea comunistă de rezistență au participat numeroși evrei. Partidul comunist a organizat „Milițiile Populare Olandeze”  (de Nederlandse Volksmilitie, NVM). Liderul acestor miliții a fost evreul-olandez Sally (Samuel) Dormits, care-și câștigase experiența militară în timpul luptelor de gherilă din Brazilia și a a războiuluil civil din Spania. Deși această organizați s-a format la început în Haga, centrul ei de greutate s-a mutat treptat în Rotterdam. În rândul organizației activau cam 200 de oameni, majoritatea evrei. Comuniștii au organizat mai multe atacuri cu bombă împotriva trenurilor cu trupe germane, împotriva cinematografelor unde accesul evreilor era interzis, șa. Sally Dormits a fost prins după ce a încercat să fure o geantă de la o femeie, pentru a obține un act original de identitate pentru prietena sa evreică, care participa și ea la lupta pentru rezistență. Dormits s-a sinucis în secția de poliție în care era reținut. Folosindu-se de un bon de casă găsit asupra lui Dormits, poliția a reușit să identifice ascunzătoarea miliției comuniste. Aici, poliția a găsit materiale explozive și incendiare, ziare ilegale, rapoarte ale activității de rezistență și o listă a membrilor organizației. Gestapoul a fost anunțat și a intrat în acțiune. În scurtă vreme au fost arestați peste 200 de membri ai rezistenței comuniste și numeroși simpatizanți din Haga, Rotterdam și Amsterdam. Poliția olandeză a participat la torturarea evreilor comuniști. După procesul intentat membrilor rezistenței, 20 dintre ei au fost executați prin împușcare, iar restul au pierit în cea mai mare parte în camerele de gazare de la Auschwitz sau au fost uciși în alte lagăre de concentrare.